# گردشگری روستایی

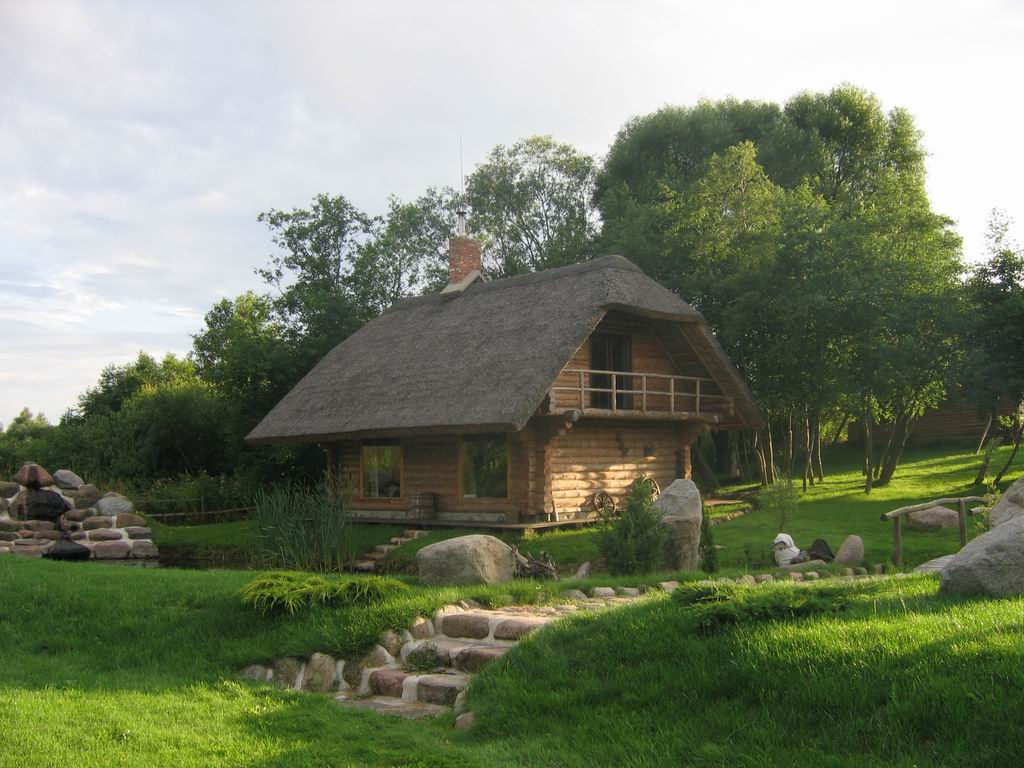
خانه روستایی در لیتوانی

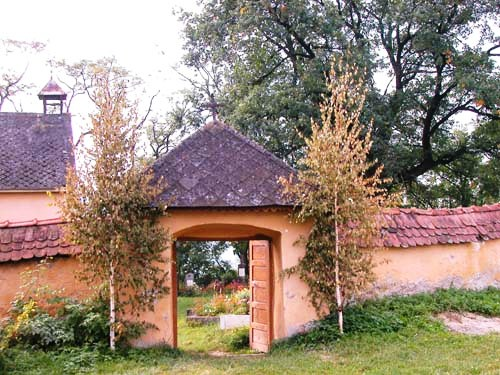
خانه روستایی در رومانی

گردشگری روستایی (به انگلیسی: Rural tourism)، عملی است برای جذب گردشگران به یک منطقه، در اصل برای اهداف کشاورزی. گردشگری روستایی با جذب گردشگران به مناطق روستایی باعث ایجاد شکلی از آرامش روحی و روانی در آن‌ها شده که به دنبال روند رو به رشد نوعی گردشگری است که هم آموزشی و هم تفریحی است. همچنین این نوع از گردشگری گزینه دیگری برای تنوع فعالیت‌های کشاورزان / کارآفرینانی است که مایل به فعالیت‌های کشاورزی / مهمان‌نوازی در مزرعه خویش بوده و این امر فعالیت‌های اقتصادی بیشتری را در مناطق روستایی به ارمغان می‌آورد. به‌طور کلی تصوری که از گردشگری وجود دارد، این است که برای شکل‌گیری گردشگری نیاز به محرک‌ها و عناصر بزرگی است که بتواند جذب توریسم نموده و سبب ماندگاری گردشگر شود. در واقع آنچه از گردشگری و فعالیت‌های آن در اذهان تداعی می‌شود، گردشگری فعالیتی است که نیاز به سرمایه و امکانات زیرساختی فراوانی دارد. این تصویر گردشگری توده‌ای ممکن است کارآفرینان کوچک را که توریست را به عنوان یک گزینه جایگزین برای افزایش درآمد خود در نظر می‌گیرند، از بین ببرد. با این حال، گردشگری روستایی را می‌توان در یک مقیاس کوچک، کم‌اثر از منظر اثرات نامطلوب زیست‌محیطی، آموزش محور وبا فعالیت‌های تفریحی مشاهده کرد.
گردشگری روستایی زیرمجموعه‌ای از صنعت بزرگ‌تری به نام گردشگری روستایی است که شامل استراحتگاه‌ها، سایت‌های بازار کشاورزان، تورهای غیرگردشگری روستایی، غیرانتفاعی و دیگر فعالیت‌های اوقات فراغت و پذیرایی از مهمان بوده که گردشگران را به حومه‌ها جذب می‌کند. گردشگری روستایی یک مفهوم ترکیبی است که ادغام عناصر دو صنایع پیچیده، کشاورزی و سفر / گردشگری به منظور ایجاد و گسترش بازارهای سودآور جدید برای محصولات کشاورزی و خدمات در مزرعه و تجارب سفر برای گردشگران در یک بازار بزرگ منطقه ای است. اگر چه یک تعریف واحدی از گردشگری روستایی به‌طور گسترده و شناخته شده وجود ندارد، اما گردشگری روستایی شامل در هم تنیدگی مفاهیم مهم بازاریابی و توسعه اقتصادی است که امروزه در حال گسترش است(۱).
زمان بسیار مناسبی است برای فعالیت استارت آپ‌های روستایی که کمک بزرگی به گردشگری روستایی نیز خواهد بود. ایده‌های نوین در حوزه خدمات می‌تواند باعث تأثیر مثبتی در این حوزه باشد.
گردشگری انواع متعددی دارد که یکی از بخش‌های آن روستا گردی یا گردشگری روستایی است. در این نوع از گردشگری، گردشگران به روستاها سفر می‌کنند و با جاذبه‌های گردشگری، آداب و رسوم، معماری خانه‌ها، صنایع دستی و … مختلف هر روستا آشنا می‌شوند.

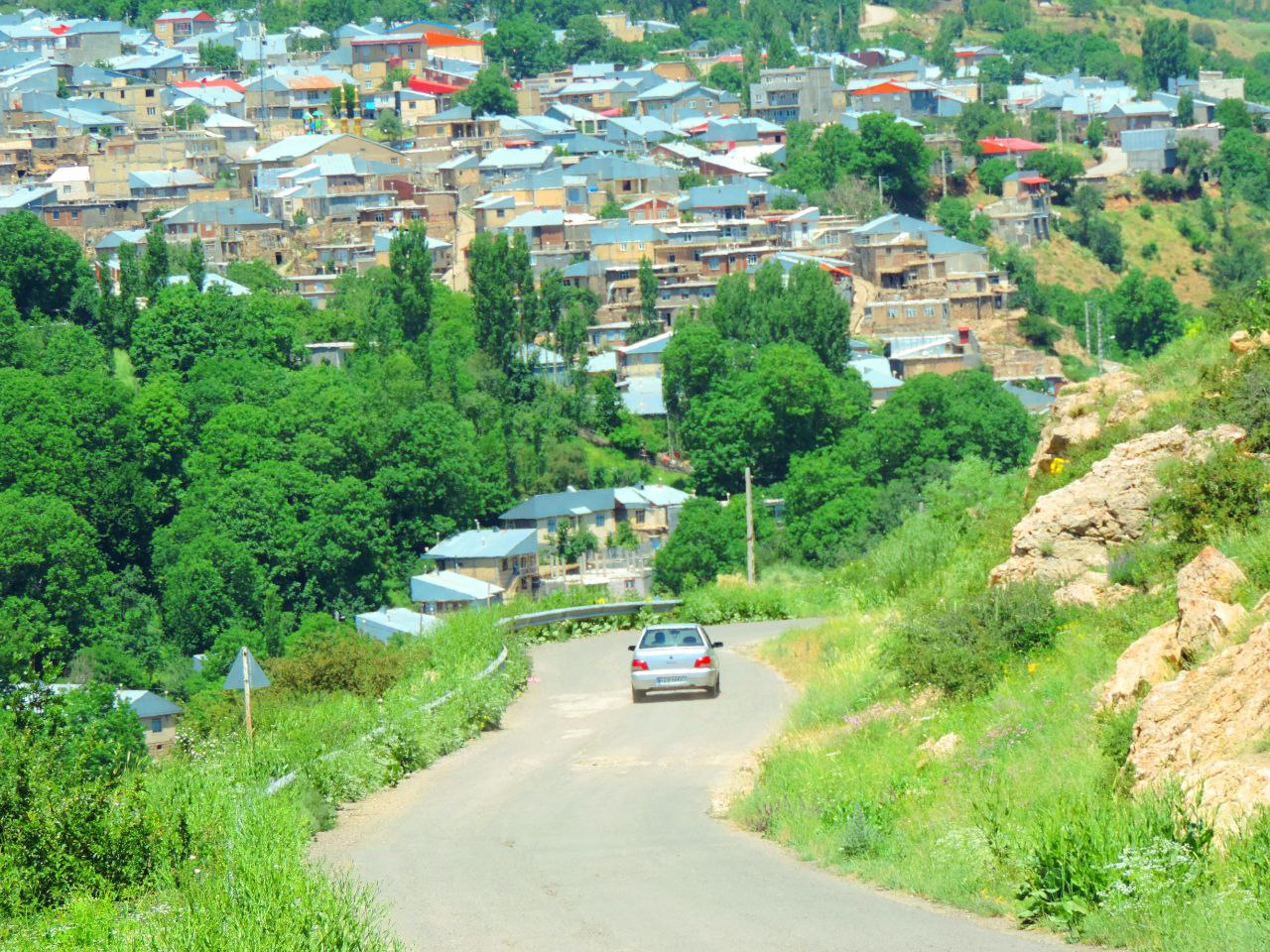
نمای روستای گردشگری لرد در استان اردبیل از قطب‌های مهم گردشگری روستایی؛ عکاس: حسین برین

## تاریخچه گردشگری روستایی
گردشگری روستایی جزو اولین سبک‌های سفر بود که گردشگران به آن توجه کردند. این سبک از گردشگری به دلیل دسترسی به طبیعت، بسیار برای گردشگران محبوبیت داشت اما گردشگری روستایی به صورت رسمی در جهان از سال ۱۹۴۵ و با شروع روش‌های آسان حمل‌ونقل شروع شد.
در ایران هم کمتر از یک دهه است که روستاهای زیادی به دلیل داشتن جاذبه‌های گردشگری زیبا مورد توجه گردشگران قرار گرفته‌اند و با توجه به اینکه امکانات اقامت در روستاها و راه‌های رفت‌وآمد به آن‌ها راحت‌تر شده است تقاضای سفر به این منطقه‌ها رشد خوبی پیدا کرده است. از مهم‌ترین قطب‌های گردشگری می‌توان به روستای گردشگری لرد در استان اردبیل، کندوان در آذربایجان شرقی، ابیانه در نطنز استان اصفهان اشاره کرد.

## انواع گردشگری در روستاها
گردشگری در روستاها هنوز تعریف درستی در روش‌های سفر ندارد و دسته‌بندی مشخصی برای انواع آن وجود ندارد. اما با این‌حال به چند نوع تقسیم می‌شود و گردشگران هر کدام، اهداف مختلفی برای سفر به روستاها دارند.

### گردشگری کشاورزی
یکی از سبک‌های گردشگری روستایی، گردشگری کشاورزی است. تصور کنید گشت‌وگذار در مزرعه‌های کشاورزی، تجربه کار و کمک به کشاورزان چقدر لذت‌بخش است.

### طبیعت‌گردی یا اکوتوریسم
طبیعت گردی یا اکوتوریسم پر طرفدارترین نوع از روستاگردی است که در آن سفر برای دیدن طبیعت انجام می‌شود. گردشگران در این سبک از سفر برای دیدن و لذت بردن از طبیعت روستا به آنجا سفر می‌کنند.

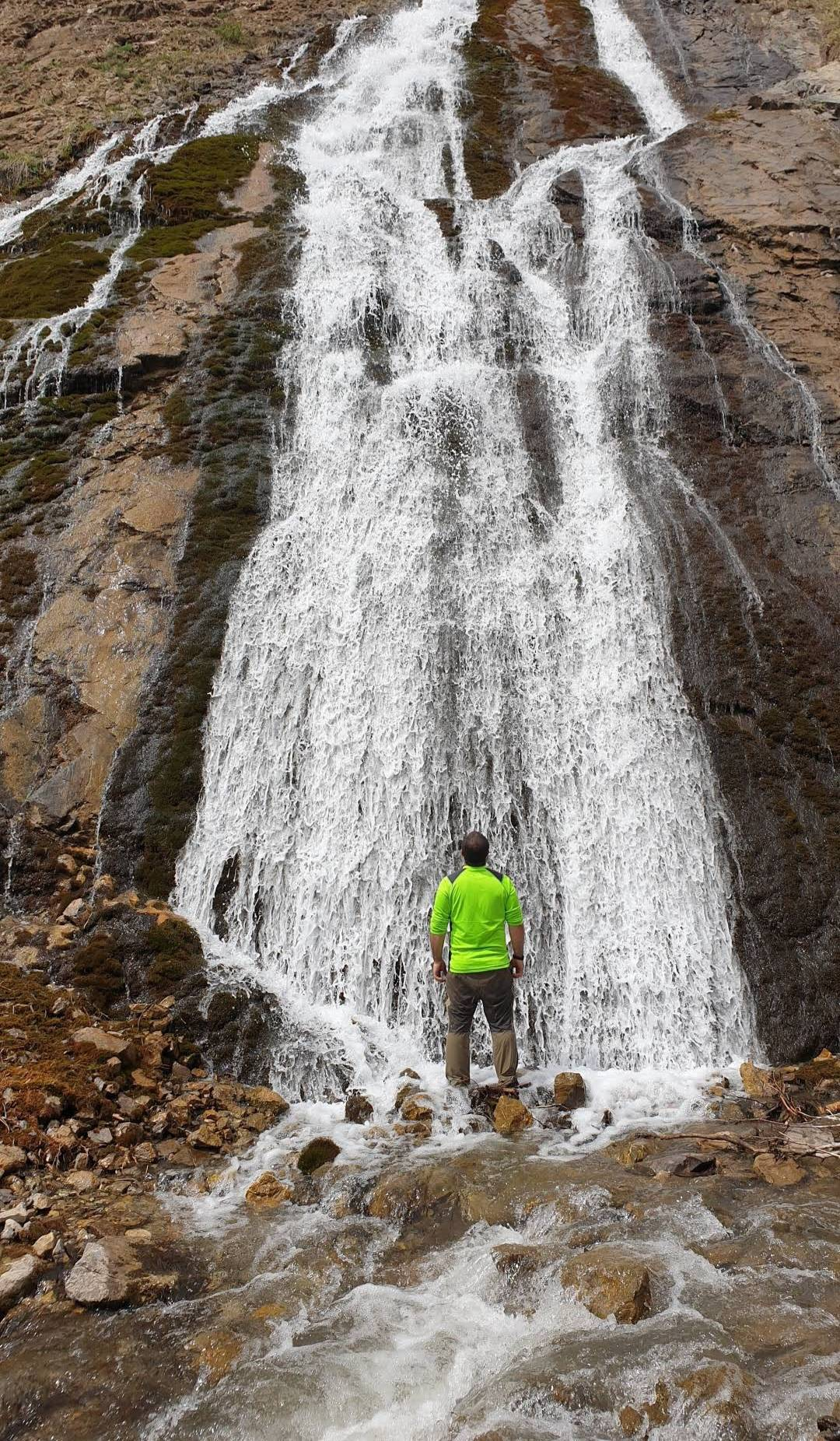
آبشار سیبیه خانی در روستای لرد استان اردبیل

### گردشگری فرهنگی
هر کدام از روستاها فرهنگ و رسم‌های جالبی در مراسم‌های مثل عروسی، عزاداری، شب یلدا، عید نوروز و عیدهای مذهبی دارد و همین موضوع از دلایل خوب سفر به آن‌هاست. بسیاری از گردشگران برای آشنایی با معماری خانه‌های روستایی، آداب‌و رسوم و فرهنگ‌های مختلف به روستاها سفر می‌کنند که به این سبک از سفر، گردشگری فرهنگی می‌گویند.

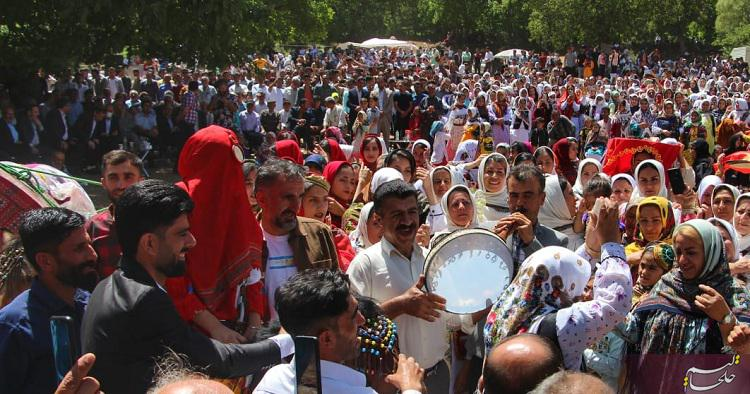
آیین عروس بران در روستای لرد استان اردبیل

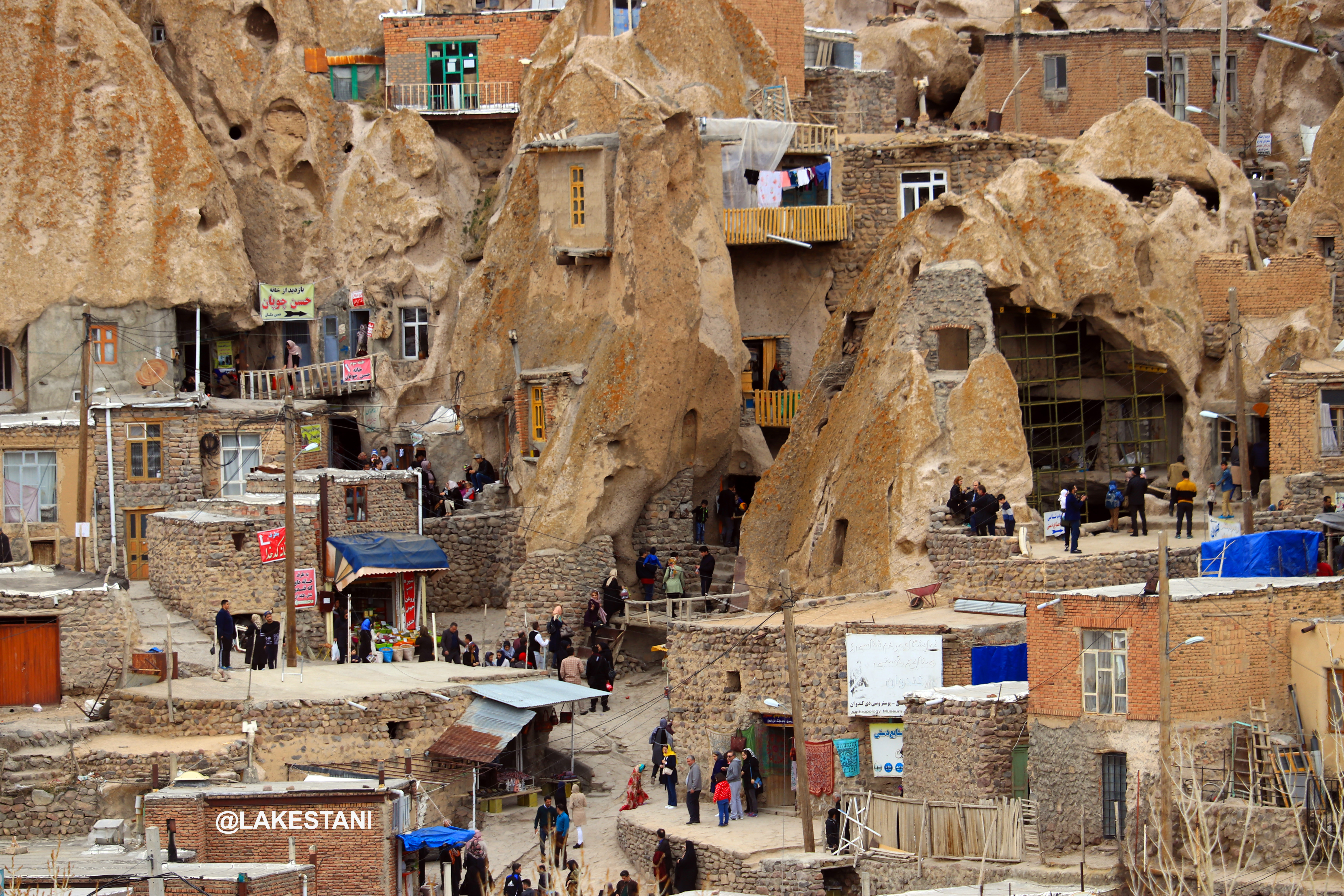
معماری خانه‌های روستای کندوان در آذربایجان شرقی

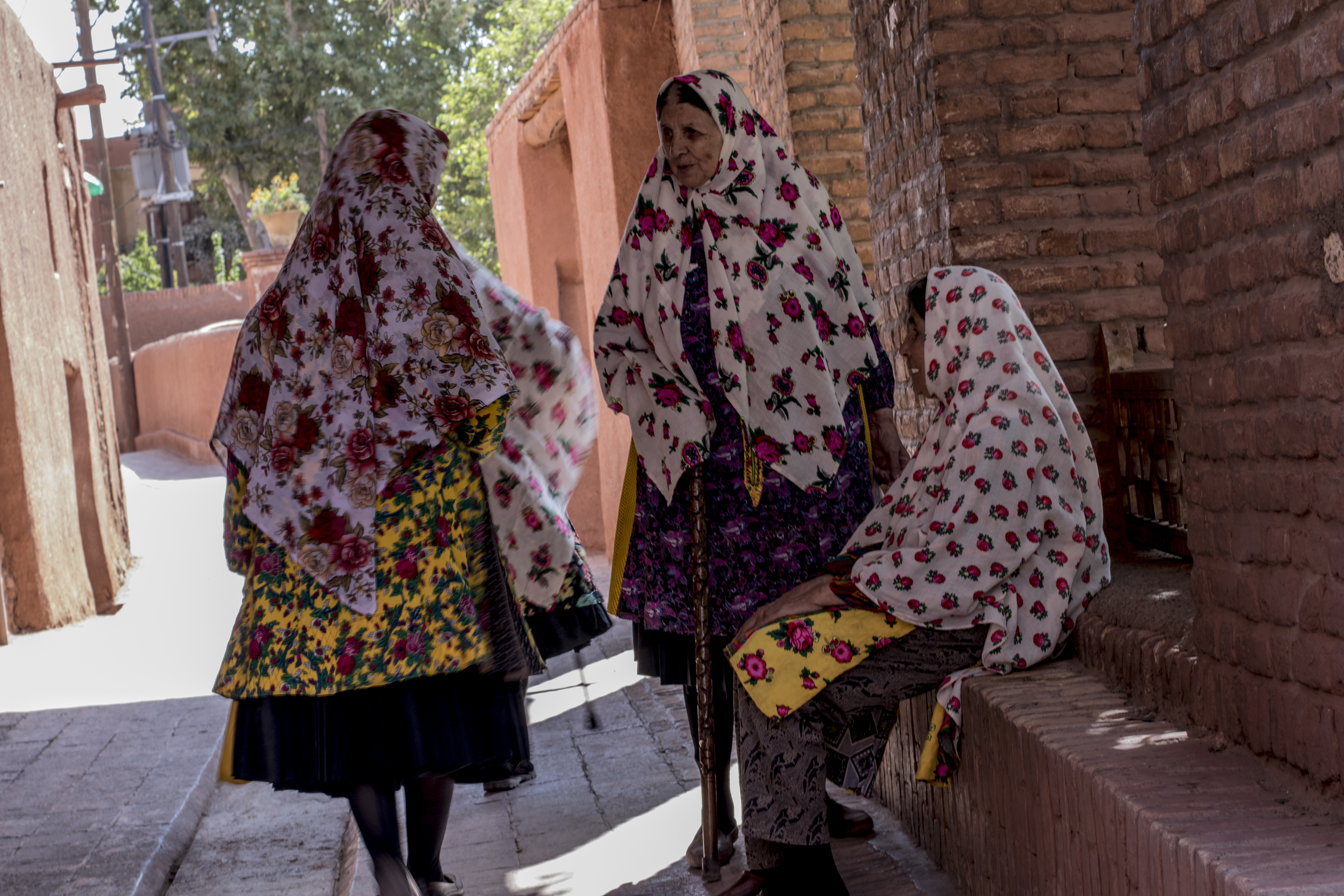
کوچه‌های روستای ابیانه در نطنز اصفهان

### گردشگری روستایی
به عمل و فرایند گذران وقت در خارج از خانه که به منظور تفریح، آرامش و لذت انجام شود و هدف کسب درآمد و اشتغال در آن مطرح نباشد، گردشگری و به افراد شامل این تعریف، گردشگر گفته می‌شود. گردشگری محصولی از تمهیدات اجتماعی جامعه مدرن است که از سدهٔ ۱۷ به دنبال پیدایش طبقه متوسط، به‌طور گسترده در اروپای غربی آغاز شده است. البته گردشگری با هدف زیارت پیشینه به مراتب قدیمی‌تری دارد اما دیگر انواع گردشگری را می‌توان حاصل توسعه جوامع مدرن دانست.

## اهمیت و هدف‌های سفر به روستا
احترام به فرهنگ‌ها و آداب و رسوم قدیمی روستاها و جامعه‌ها یکی از اصلی‌ترین هدف‌های سفر به روستاهاست. یکی دیگر از مسائلی که باعث اهمیت گردشگری روستایی شده است اشتغال‌زایی، کمک به وضعیت اقتصادی روستاییان، تشویق آن‌ها به مهاجرت معکوس و حفظ ریشه‌های فرهنگی این منطقه‌هاست.
از آنجایی که آماده کردن امکانات در روستاها و شرایط سفر به آن‌ها هزینه زیادی برای دولت‌ها ندارد و ورود گردشگران به روستاها باعث عرضه و تقاضا و بازار کار می‌شود، بسیاری از روستایی‌ها به دیار خود برگشته‌اند و خانه‌هایشان را هم به اقامتگاه‌های بوم گردی تبدیل کرده‌اند و از طریق ارائه خدمات به گردشگران داخلی و خارجی امرار معاش و کسب درآمد می‌کنند.

## گردشگری روستایی در ایران
در ایران تاکنون از گردشگری روستایی به عنوان یک وسیله جهت رفع مشکلات روستاییان یا حفاظت از محیط زیست استفاده نشده و تنها تعداد معدودی از روستاها مانند ماسوله، ابیانه، کندوان و … در طول سال‌های اخیر مقصد گردشگران بوده است.

### روستاهای با قابلیت گردشگری در ایران
با توجه به تنوع اقلیم و آب و هوا در ایران، روستاهای بیشماری می‌توان یافت که زمینه جذب گردشگر را دارند.
همچنین جذب گردشگر می‌تواند تأثیر زیادی بر رشد روستا داشته باشد. به عنوان نمونه می‌توان به روستای شاندیز مشهد اشاره کرد که هم‌اکنون به شهر تبدیل شده است و سالانه پذیرای میلیونها گردشگر است.
- روستای گردشگری لرد در شهرستان خلخال استان اردبیل با دارا بودن قدمتی چند هزار ساله با جاذبه‌های گردشگری متنوع نظیر: چشمه و آبشار سیبیه خانی، غار سنگی کوخول عنبر، امامزاده محمد، دشت گل‌های شقایق، منطقه گردشگری طالشه درق و فعال‌ترین روستا در گردشگری روستایی در استان اردبیل[۵][۶]
- کندوان در آذربایجان شرقی با دارا بودن خانه‌های پلکانی و معماری منحصر به فرد در جهان
- روستای تاریخی ابیانه ثبت شده در آثار ملی[۷]
- روستای انبوه رودبار استان گیلان میزبان جشنواره برداشت انار، فعال در گردشگری کشاورزی
- روستاهای منطقه اورامان در غرب ایران

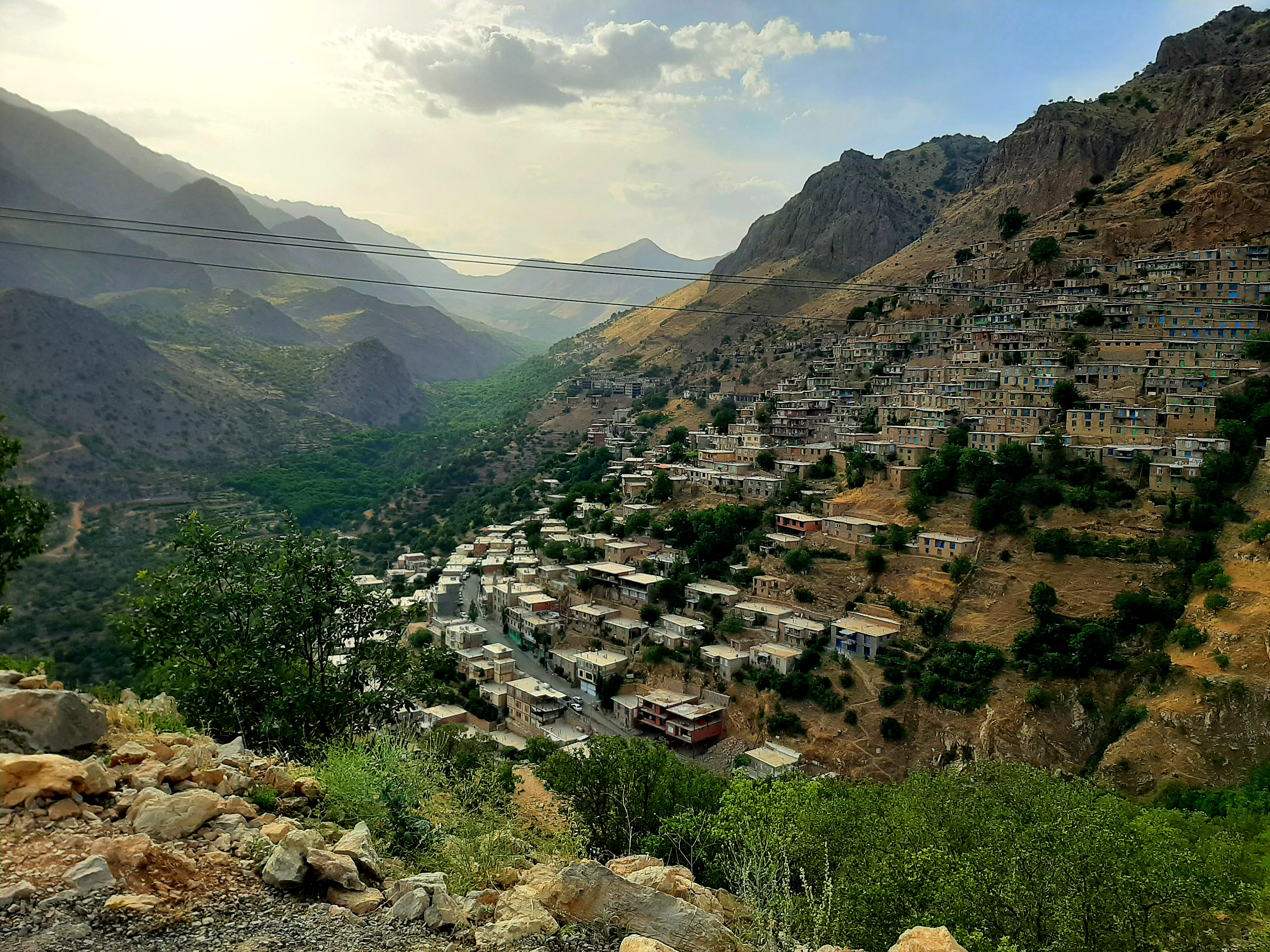
منطقه اورامان

- اولسبلنگاه ماسال استان گیلانمنطقه اورامان

## گردشگری تالاب و نیشکر
پرنده نگری یکی از شاخه‌های جذاب در اکوتوریسم به حساب می‌آید. در ایران با اجرای تورهایی در تالاب‌ها و مناطق حفاظت شده این مدل از گردشگری رو به گسترش است. برپایی جشنواره‌هایی همچون جشنواره برداشت نیشکر و تالاب‌گردی از جملهٔ رویکردهای گردشگری کشاورزی در ایران است.